# 奧雷斯特斯 (印第安納州)
奧雷斯特斯（英語：Orestes）是一個位於美國印地安納州麥迪遜縣的城鎮。

## 人口
根據2010年美國人口普查的數據，奧雷斯特斯的面積為1.04平方千米，當中陸地面積為1.04平方千米，而水域面積為0.00平方千米。當地共有人口414人，而人口密度為每平方千米398人。